# Curling alla XXV Universiade invernale - Torneo femminile
Il torneo femminile di curling alla XXV Universiade invernale si è svolto a Erzurum, in Turchia, dal 27 gennaio al 6 febbraio 2011.

## Girone all'italiana

### Classifica
| Squadre       | G | V | P |
| ------------- | - | - | - |
| Regno Unito   | 9 | 8 | 1 |
| Russia        | 9 | 7 | 2 |
| Corea del Sud | 9 | 6 | 3 |
| Giappone      | 9 | 6 | 3 |
| Cina          | 9 | 5 | 4 |
| Canada        | 9 | 4 | 5 |
| Rep. Ceca     | 9 | 4 | 5 |
| Germania      | 9 | 3 | 6 |
| Polonia       | 9 | 2 | 7 |
| Turchia       | 9 | 0 | 9 |

### Risultati

#### Sessione 1
|  | Regno Unito | 6 – 7 | Rep. Ceca |  |

|  | Cina | 6 – 5 | Germania |  |

|  | Turchia | 3 – 8 | Polonia |  |

|  | Canada | 4 – 6 | Giappone |  |

|  | Russia | 4 – 5 | Corea del Sud |  |

#### Sessione 2
|  | Russia | 8 – 6 | Cina |  |

|  | Polonia | 4 – 10 | Corea del Sud |  |

|  | Regno Unito | 9 – 5 | Canada |  |

|  | Turchia | 1 – 9 | Rep. Ceca |  |

|  | Germania | 7 – 8 | Giappone |  |

#### Sessione 3
|  | Giappone | 5 – 9 | Corea del Sud |  |

|  | Rep. Ceca | 6 – 7 | Canada |  |

|  | Germania | 3 – 11 | Russia |  |

|  | Polonia | 2 – 9 | Regno Unito |  |

|  | Turchia | 1 – 13 | Cina |  |

#### Sessione 4
|  | Rep. Ceca | 8 – 1 | Germania |  |

|  | Turchia | 3 – 10 | Regno Unito |  |

|  | Cina | 9 – 5 | Corea del Sud |  |

|  | Giappone | 2 – 10 | Russia |  |

|  | Canada | 9 – 4 | Polonia |  |

#### Sessione 5
|  | Turchia | 3 – 14 | Russia |  |

|  | Germania | 6 – 7 | Polonia |  |

|  | Rep. Ceca | 3 – 12 | Giappone |  |

|  | Cina | 3 – 5 | Canada |  |

|  | Corea del Sud | 6 – 7 | Regno Unito |  |

#### Sessione 6
|  | Corea del Sud | 8 – 7 | Canada |  |

|  | Regno Unito | 8 – 5 | Giappone |  |

|  | Polonia | 2 – 11 | Cina |  |

|  | Germania | 8 – 7 | Turchia |  |

|  | Rep. Ceca | 1 – 8 | Russia |  |

#### Sessione 7
|  | Cina | 4 – 6 | Regno Unito |  |

|  | Corea del Sud | 11 – 5 | Rep. Ceca |  |

|  | Canada | 4 – 8 | Germania |  |

|  | Russia | 7 – 5 | Polonia |  |

|  | Giappone | 12 – 4 | Turchia |  |

#### Sessione 8
|  | Polonia | 5 – 6 | Giappone |  |

|  | Canada | 3 – 4 | Russia |  |

|  | Corea del Sud | 11 – 3 | Turchia |  |

|  | Rep. Ceca | 5 – 6 | Cina |  |

|  | Regno Unito | 9 – 2 | Germania |  |

#### Sessione 9
|  | Canada | 9 – 3 | Turchia |  |

|  | Giappone | 7 – 5 | Cina |  |

|  | Russia | 2 – 8 | Regno Unito |  |

|  | Corea del Sud | 5 – 6 | Germania |  |

|  | Polonia | 4 – 13 | Rep. Ceca |  |

## Fase Finale
|  | Semifinali    | Semifinali    | Semifinali |        |             | Finale        | Finale        | Finale      |  |
|  |               |               |            |        |             |               |               |             |  |
|  | Regno Unito   | Regno Unito   | 11         |        |             |               |               |             |  |
|  | Regno Unito   | Regno Unito   | 11         |        |             |               |               |             |  |
|  | Giappone      | Giappone      | 4          |        |             |               |               |             |  |
|  | Giappone      | Giappone      | 4          |        | Regno Unito | Regno Unito   | 7             |             |  |
|  |               |               |            |        | Regno Unito | Regno Unito   | 7             |             |  |
|  |               |               | Russia     | Russia | 6           |               |               |             |  |
|  | Russia        | Russia        | Russia     | Russia | 6           | 13            |               |             |  |
|  | Russia        | Russia        |            |        |             | 13            |               |             |  |
|  | Corea del Sud | Corea del Sud | 1          |        |             | Terzo Posto   | Terzo Posto   | Terzo Posto |  |
|  | Corea del Sud | Corea del Sud | 1          |        |             |               |               |             |  |
|  |               |               |            |        |             |               |               |             |  |
|  |               |               |            |        |             | Giappone      | Giappone      | 5           |  |
|  |               |               |            |        |             | Giappone      | Giappone      | 5           |  |
|  |               |               |            |        |             | Corea del Sud | Corea del Sud | 8           |  |

### Semifinali
|  | Regno Unito | 11 – 4 | Giappone |  |

|  | Russia | 13 – 1 | Corea del Sud |  |

### Finale 3º/4º posto
|  | Giappone | 5 – 8 | Corea del Sud |  |

### Finalissima
|  | Regno Unito | 7 – 6 | Russia |  |

## Campione
| Campione delle Universiadi 2011 |
| ------------------------------- |
| Regno Unito                     |

## Classifica Finale
| Pos.    | Team          |
| ------- | ------------- |
| Oro     | Regno Unito   |
| Argento | Russia        |
| Bronzo  | Corea del Sud |
| 4       | Giappone      |